# Handball Club Erlangen
Maillots
Actualités
Dernière mise à jour : 29 juillet 2013.
Le HC Erlangen est un club allemand de handball situé dans la ville de Erlangen en Bavière. Fondé en 2001, le club évolue actuellement en DHK 1.Bundesliga.

## Histoire
Lors de la saison 2000/2001, le HG Erlangen et le CSG Erlangen évoluait tous deux en 2.Bundesliga mais lors cette saison le CSG Erlangen fut relégué à cause d'un problème de licence, alors le club décida de fusionner avec son voisin, le HG Erlangen, issue déjà d'une fusion entre TV 1848 Erlangen et le TB 1888 Erlangen.
Le nouveau club formé, fut nommé HC Erlangen et pris la licence CSG Erlangen et se fut la chute aux enfers car les résultats attendus n'arrive pas avec une seizième place lors de la saison 2001/2002, une quinzième place lors de la saison 2002/2003 et une dix-huitième place lors de la saison 2003/2004 qui vu le club se faire relégué en Regionalliga Süd (division 3) où il y évolua pendant quatre saisons avant de remonter en 2008 et depuis, le HC Erlangen ne cesse de croître malgré quelques petites régressions avec une quatorzième place en 2009, une septième place en 2010, une neuvième place en 2011, une quatrième place en 2012, une huitième place en 2013 et une deuxième place en 2014, position qui ouvrit les portes de la 1.Bundesliga au HC Erlangen.

### Parcours
| Saison    | Niveau | Division         | Place | Coupe d'Allemagne  |
| --------- | ------ | ---------------- | ----- | ------------------ |
| 2001–2002 | 2      | 2.Bundesliga Süd | 16    | Premier tour       |
| 2002–2003 | 2      | 2.Bundesliga Süd | 15    | Premier tour       |
| 2003–2004 | 2      | 2.Bundesliga Süd | 18    | Deuxième tour      |
| 2004–2005 | 3      | Regionalliga Süd | ?     | Premier tour       |
| 2005–2006 | 3      | Regionalliga Süd | ?     | Premier tour       |
| 2006–2007 | 3      | Regionalliga Süd | ?     | Premier tour       |
| 2007–2008 | 3      | Regionalliga Süd | ?     | Troisième tour     |
| 2008–2009 | 2      | 2.Bundesliga Süd | 14    | Premier tour       |
| 2009–2010 | 2      | 2.Bundesliga Süd | 7     | Huitième de finale |
| 2010–2011 | 2      | 2.Bundesliga Süd | 9     | Deuxième tour      |
| 2011–2012 | 2      | 2.Bundesliga     | 4     | Premier tour       |
| 2012–2013 | 2      | 2.Bundesliga     | 8     | Huitième de finale |
| 2013–2014 | 1      | 2.Bundesliga     | 2     | Huitième de finale |
| 2014–2015 | 1      | 1.Bundesliga     | 18    | Huitième de finale |
| 2015–2016 | 2      | 2.Bundesliga     | 1     | 1er tour           |
| 2016–2017 | 1      | 1.Bundesliga     | 9     | Huitième de finale |
| 2017–2018 | 1      | 1.Bundesliga     | 13    | Huitième de finale |
| 2018–2019 | 1      | 1.Bundesliga     | 9     | Quart de finale    |

## Personnalités liées au club
- Oleg Gagine : joueur de 1990 à 1991 et de 1993 à 1995 puis entraineur de 1995 à 1996
- Viatcheslav Gorpichine : joueur de 1995 à 2000
- Christoph Nienhaus : joueur depuis 2014 à 2016
- Christian Rose : joueur de ? à 1999
- Igor Sazankov : joueur de ? à ?
- Martin Straňovský : joueur depuis 2014
- Csaba Szücs : joueur de 2002 à 2008
- Steffen Weinhold : joueur de 2003 à 2007